# Aerenkym

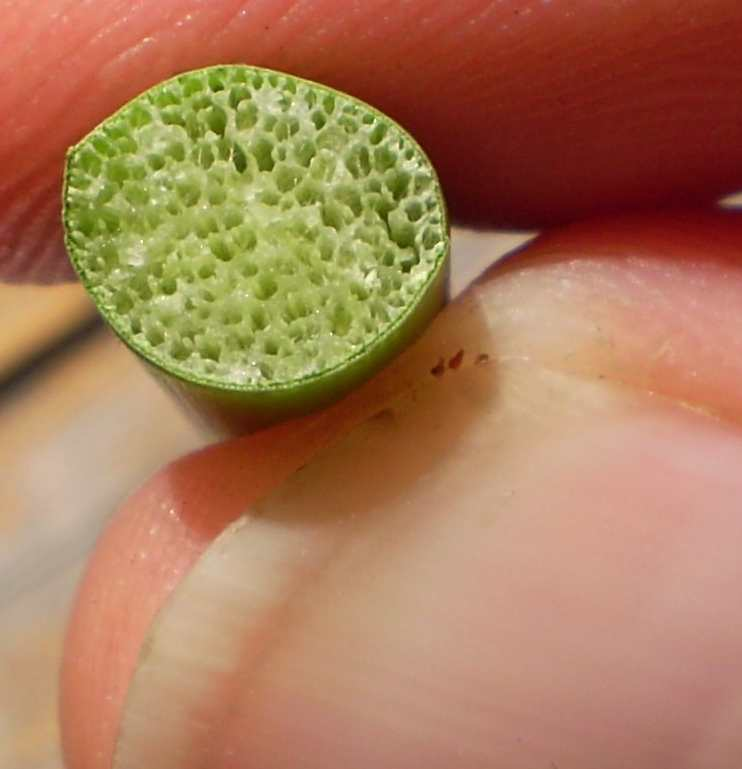
Aerenkym hos Schoenoplectus tabernaemontani.

Aerenkym, "luftvävnad", är i växter en klorofyllfri, svampartad cellvävnad, med mycket stora intercellulära rum, som finns i stammens nedre del hos sump- och vattenväxter, särskilt starkt utvecklad hos vissa tropiska växter, till exempel Jussieua (familjen Oenotheraceae). Aerenkym finns även hos några svenska sumpväxter, till exempel Lycopus.